# 2011년 태국 홍수

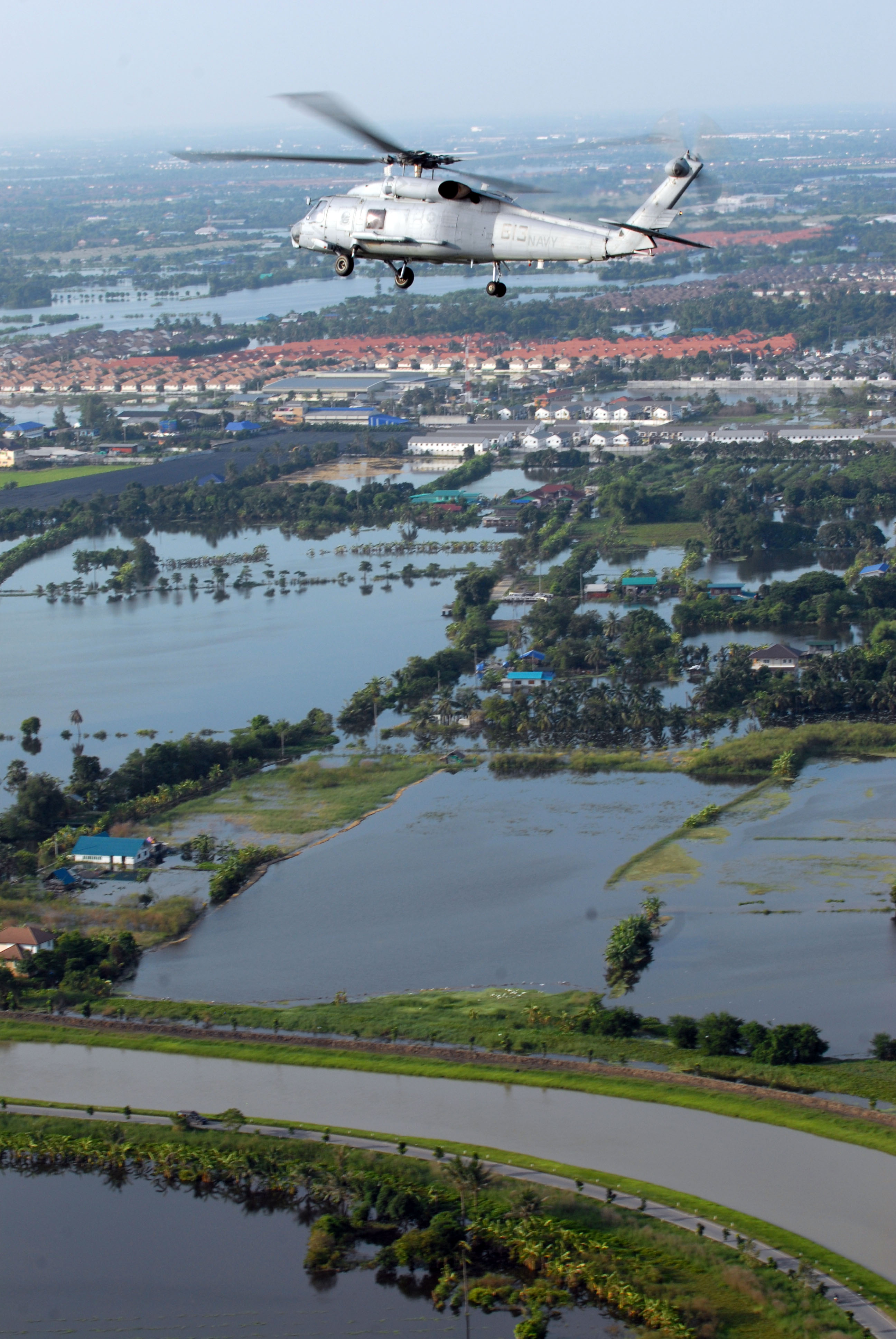

2011년 태국 홍수는 2011년 태국에서 일어난 홍수이다. 짜오프라야강 뿐만 아니라 메콩강 유역에서 발생하였으며, 7월 말부터 세 달 동안 계속되었다. 283명이 사망한 것으로 추정되며, 2백만 명이 영향을 받은 것으로 추정된다. 최대 1천 567억 바트 (약 5.1억 달러)의 피해가 예상되며, 태국의 주 내의 26개의 주가 재난 지역으로 선포되었다.

## 폭우
50년 만에 내린 2011년 7월 말부터 3개월 간의 폭우로 인해 태국 수도 방콕의 1천만 시민 전체에 대한 전면 대피 명령이 내려졌다.

## 인디카 쌀
태국의 대홍수로 고유 쌀인 인디카 쌀의 수확량이 크게 줄었다. 이번 대홍수로 20%인 300만톤 정도의 손실을 입었으며, 쌀 국제시가가 10%나 올랐다. 쌀 국제시가는 보통 100 파운드당 16달러 정도, 환산하면 20 kg에 7800원 정도 한다.

## 일본
태국에서 생산되는 자동차의 90%(연간 190만대)는 일본 회사의 공장에서 생산된다. 그런데, 이번 대홍수로 모든 일본 회사 자동차 공장들이 생산을 중단했다.

## 4대강 사업
2011년 10월 27일 방한한 수라퐁 토비착차이쿨 태국 외무장관이, 홍수와 관련하여 4대강 사업 현장을 방문하였다. 이명박 대통령을 단독 면담하고, 4대강 정비 사업 기술을 공유하고 싶다는 내용의 잉락 친나왓 총리의 친서를 전달했다.

## 같이 보기
- 2004년 인도양 지진해일